# Natuurpark Rabivere
Het Natuurpark Rabivere (Ests: Rabivere maastikukaitseala) is natuurpark in Estland in de provincie Raplamaa. Het park, dat in 1981 is opgericht, ligt in de gemeenten Kohila en Rapla, en beslaat een oppervlakte van 2157,6 hectare.